# ورزشگاه المپیک ایو-دو-منوا
ورزشگاه المپیک ایو-دو-منوا (فرانسوی: Stade Olympique Yves-du-Manoir‎) یک ورزشگاه در کلومب، پاریس، فرانسه است.
این ورزشگاه که در سال ۱۹۰۷ تأسیس شده دارای ۱۴،۰۰۰ نفر ظرفیت می‌باشد و ورزشگاه اصلی بازی‌های المپیک تابستانی ۱۹۲۴ بوده است، ظرفیت ورزشگاه المپیک ایو-دو-منوا در طول مسابقات المپیک ۴۵٬۰۰۰ نفر بوده است.
نام این ورزشگاه برگرفته از نام ایو دو منوا بازیکن راگبی اهل فرانسه است که پس از مرگ وی در سال ۱۹۲۸ انتخاب شد.

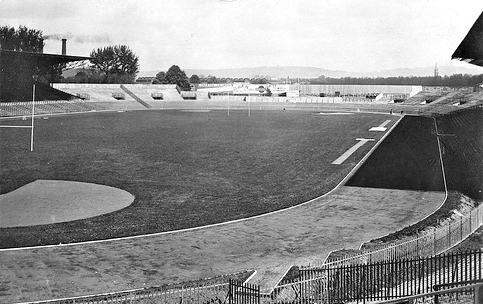
ورزشگاه در سال ۱۹۲۴.